# Provincia de Islas menores de la Sonda occidentales
Las Islas menores de la Sonda occidentales (indonesio: Nusa Tenggara Barat) es una provincia de la República de Indonesia, que cubre la parte occidental de las Islas menores de la Sonda, con la excepción de Bali, que forma su propia provincia. Comparte fronteras marítimas con Bali al oeste y con la provincia de las Islas menores de la Sonda orientales al este.
Las dos islas más extensas de esta provincia son, con diferencia, Lombok (en el oeste) y la que es la mayor de todas las islas, Sumbawa, al este. La ciudad de Mataram es su capital y su ciudad más poblada, y está ubicada en Lombok.
Según la ONU, la provincia de Islas menores de la Sonda occidentales es la menos desarrollada de toda Indonesia.[cita requerida]

## Territorio y población
El censo de 2010 registró una población de 4.500.212 habitantes, cifra que aumentó a 4.830.118 en el censo intermedio de 2015 y a 5.320.092 en el censo de 2020. La estimación oficial de mediados de 2022 hablaba de 5.473.671 habitantes. Como la superficie de la provincia es de 20.153,15 kilómetros cuadrados, la densidad es de 271.6 habitantes por kilómetro cuadrado.
A mediados del 2022, un total del 70,69% de la población de la provincia vivía en Lombok, pese a tener sólo el 23,5% de la superficie. 
La isla de Lombok está habitada principalmente por el grupo étnico sasak (56% de la población total de la provincia), con una población minoritaria balinesa (12%), mientras que la isla de Sumbawa está habitada por los grupos étnicos bimanés (14%) y sumbawa (8%). Los javaneses, procedentes de la isla de Java representan el 2% de la población.
La provincia se considera una de las menos desarrolladas de las 38 provincias de Indonesia. En 2005, se informó que las Islas menores de la Sonda occidentales era la zona más afectada por la desnutrición y el kwashiorkor, una enfermedad provocada por el hambre. La esperanza de vida ascendía a sólo 54 años, la más baja de Indonesia, en donde la media es de 69 años. En paralelo, la tasa de mortalidad infantil es la más alta de todo el país.

### Lenguas
El idioma oficial, al igual que en el conjunto de Indonesia, es el indonesio. Sin embargo, cada etnia habla su propia lengua: el samsak, el bimanés... Entre los emigrantes procedentes de otras partes de Indonesia se habla principalmente javanés y balinés.

### Religiones
La enorme mayoría de la población es musulmana (96.8%). Otras religiones que se practican en la religión son el Hinduismo (2.4%), el Budismo (0.3%), el Protestantismo (0.3%) y el Catolicismo (0.2%).